# Amore e non amore
Amore e non amore — третий студийный альбом итальянского певца и автора песен Лучо Баттисти, выпущенный в июле 1971 года на лейбле Dischi Ricordi. 

## Об альбоме
Альбом является концептуальным, он фокусируется на противопоставлении «любви» и «нелюбви». В результате пластинка разделена на две определенные «стороны», каждая из которых состоит из четырех песен: «нелюбовная» сторона, характеризующаяся музыкальным стилем рок-н-ролл и текстами, относящимися к «нелюбовным» ситуациям (например, супружеская измена, безответная или навязчивая любовь и т. Д.), и «любовная» сторона, характеризующаяся инструментальными треками с длинными названиями и стилем прогрессивной рок-музыки.

## Список композиций
Все тексты написаны Моголом, вся музыка написана Лучо Баттисти.
| №  | Название | Длительность |
| -- | --- | ------------ |
| 1. | «Dio mio no» | 7:25         |
| 2. | «Seduto sotto un platano con una margherita in bocca guardando il fiume nero macchiato dalla schiuma bianca dei detersivi»       | 3:08         |
| 3. | «Una» | 3:54         |
| 4. | «7 agosto di pomeriggio. Fra le lamiere roventi di un cimitero di automobili solo io, silenzioso eppure straordinariamente vivo» | 4:04         |

| №  | Название | Длительность |
| -- | --- | ------------ |
| 1. | «Se la mia pelle vuoi»                                                                                             | 4:04         |
| 2. | «Davanti ad un distributore automatico di fiori dell’aeroporto di Bruxelles, anch’io chiuso in una bolla di vetro» | 2:16         |
| 3. | «Supermarket» | 4:47         |
| 4. | «Una poltrona, un bicchiere di cognac, un televisore, 35 morti ai confini di Israele e Giordania»                  | 5:58         |

| №  | Название   | Длительность |
| -- | ---------- | ------------ |
| 1. | «Elena no» | 4:42         |

## Чарты
| Чарт (1971–72)           | Высшая позиция |
| ------------------------ | -------------- |
| Италия (Musica e dischi) | 1              |